# Albrecht Müller von Blumencron
Albrecht Karl Josef Müller, ab 1920 Müller-von Blumencron, ab 1956 Müller von Blumencron (* 12. August 1884 in Oberglogau, Provinz Schlesien; † nach 1956) war ein preußischer Verwaltungsjurist und Landrat im Kreis Hindenburg O.S. (1920–1926) sowie im Kreis Luckau (1926–1933).

## Familie
Seine Mutter war Marie von Blumencron (* 1862 in Wien; † 1930 in Luckau), deren Vorfahren bereits 1690 den böhmischen Ritterstand mit Wappenbesserung erhielten, und der königlich preußische Rittmeister a. D. Albrecht Müller (* 1853 in Görlitz; † 1922 in Hindenburg). Die Müller stammten aus Konstanz und wurden in der Schweiz über Generationen Amtsleute und Handelsherren, zuletzt Fabrikanten in Schlesien. Die Namensvereinigung mit Müller-von Blumencron stammt vom 6.8.1920, zu Berlin, vom Preußischen Justizministerium. Der Ausschuss für adelsrechtlichen Fragen der deutschen Adelsverbände bestätigte am 23.10.1956 für Albrechts nächstjüngeren Bruder Dr. phil Carl Müller von Blumencron (* 1886; † 1973) die adelsrechtliche Nichtbeanstandung der Namensführung; warum dies Albrecht Müller von Blumencron offen blieb ist juristisch ungewiss. Carl Müller von Blumencron heiratete 1914 Gerda von Dickhuth-Harrach, Tochter des Offiziers Gustaf von Dickhuth-Harrach, und wurde später Mitbegründer der Union Rheinische Braunkohlen Kraftstoff AG. Albrechts jüngster Bruder war Kurt Müller-von Blumencron (* 1895; † 1982).
Albrecht Müller von Blumencron vertrat ab 1952 die Interessen der Bundesregierung im Aufsichtsrat der BRABAG. Er war auch mehrfach als Autor tätig.
Mathias Müller von Blumencron gehört zur Verwandtschaft.

## Werke
- 50 Jahre Landkreis Hindenburg O.-S. 1926.
- Die Kostenrechnung in Betrieben mit Kuppelprodukten unter spezieller Berücksichtigung eines Unternehmens der chemischen Grossindustrie. 1952.
- Der qualifizierte Zeitakkord als Form "Voll-leistungsgemässen" Entlohnung. Seine Auswirkungen und Grenzen. Zentral-Verlag für Dissertationen Triltsch. Düsseldorf 1954.